# Dynamena spinea
Dynamena spinea is een hydroïdpoliep uit de familie Sertulariidae. De poliep komt uit het geslacht Dynamena. Dynamena spinea werd in 2005 voor het eerst wetenschappelijk beschreven door Watson. 